# Paramaribo
Paramaribo és la capital del Surinam. La ciutat es troba en el districte de Paramaribo, a la vora del riu Surinam, aproximadament a 15 quilòmetres de la costa de l'oceà Atlàntic. La població de la ciutat ronda els 250.000 habitants. Els seus habitants solen referir-se a ella com Par'bo.

## Nom
La ciutat rep el nom de la tribu Paramaribo que viu a la desembocadura del riu Surinam; el nom prové de Tupi–Guarani per "riu gran" + maribo 'habitants'.

## Història

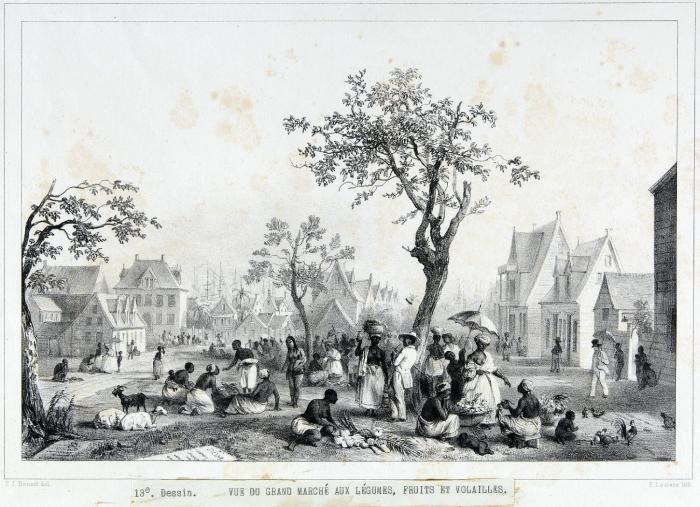
Litografia del mercat de la Dècada de 1830

El nom Paramaribo és probablement una corrupció del nom d'un poble nadiu, escrit Parmurbo a les primeres fonts holandeses. Aquesta va ser la ubicació del primer assentament holandès, un lloc comercial establert per Nicolaes Baliestel i Dirck Claeszoon van Sanen el 1613. Els comerciants anglesos i francesos també van intentar establir assentaments a Surinam, inclòs un lloc francès establert el 1644 prop de l'actual Paramaribo.
Els primers europeus a colonitzar la zona van ser els neerlandesos, que van obrir un lloc comercial a la zona. No obstant això, el 1630 Paramaribo va ser presa pels britànics, per passar a ser la capital de la nova colònia britànica el 1650. La zona va canviar de mans diverses vegades entre el Regne Unit i els Països Baixos, estan en mans holandeses el 1667, i des de 1815 fins a 1975, any en el qual Surinam va assolir la independència de la seva metròpoli. La majoria dels habitants de la ciutat són d'origen indi, indígena, africà i holandès.
El gener de 1821 un incendi en el centre de la ciutat va destruir més de 400 cases i edificis. Un altre incendi, aquest al setembre de 1832 va destruir 46 cases en la part occidental del Waterkant.
Tots els assentaments anteriors van ser abandonats un temps abans de l'arribada dels colons anglesos el 1650 per fundar Surinam. Van ser enviats pel governador anglès de Barbados, Lord Francis Willoughby, 5è baró Willoughby de Parham, i van establir una ciutat al lloc de Paramaribo (encara que probablement al sud del centre de la ciutat actual). La ciutat estava protegida per un fort, anomenat Fort Willoughby. El 1662, el rei Carles II va concedir al governador Willoughby l'assentament i les terres circumdants (que s'estenen a l'interior de Surinam). Al voltant de 1665 el poble de Paramaribo es va expandir i ràpidament va superar l'anterior assentament de Torarica.
El 1667, durant la Segona guerra Anglo-Holandesa, Paramaribo va ser conquerida per un esquadró de vaixells sota el comandament d'Abraham Crijnssen. El Tractat de Breda de 1667 va confirmar Paramaribo com la ciutat líder de l'ara colònia holandesa de Surinam. El fort que protegia Paramaribo va ser rebatejat com a Fort Zeelandia en honor a la província holandesa que havia finançat la flota de Crijnssen. (La ciutat també va ser rebatejada com a New Middelburg, però el nom no va entendre els habitants).
La població de Paramaribo sempre ha estat molt diversa. Entre els primers colons britànics hi havia molts jueus i una de les sinagogues més antigues d'Amèrica, la Sinagoga Neveh Shalom, es troba a Paramaribo. La població de la població va augmentar molt després de 1873, quan els antics esclaus (que havien estat alliberats el 1863) van poder deixar de treballar per als seus antics amos i abandonar les plantacions de sucre.
Paramaribo ha continuat sent la capital de Surinam, des dels seus dies colonials fins a la independència de Surinam el 1975 fins a l'actualitat. El nucli antic ha patit molts incendis devastadors al llarg dels anys, sobretot el gener de 1821 (que va destruir més de 400 edificis) i el setembre de 1832 (que va destruir a prop de 50 edificis). Els esclaus Kodjo, Mentor i Present van ser considerats culpables d'incendi domèstic i cremats vius.
El maig de 1972 es va obrir el Zoo de Paramaribo. El 1987, es va produir una reorganització administrativa a Surinam i la ciutat es va dividir en 12 complexos administratius (jurisdiccions).

## Geografia

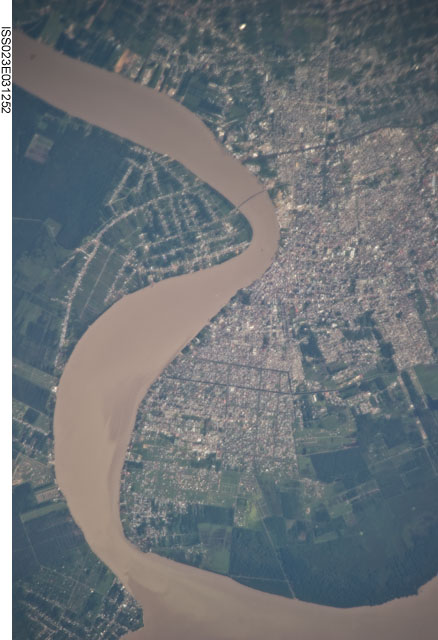
Vista de Paramaribo des de l'espai

La ciutat es troba al riu Surinam, a uns 15 km terra endins des de l'oceà Atlàntic, al districte de Paramaribo.

Evolution of Paramaribo
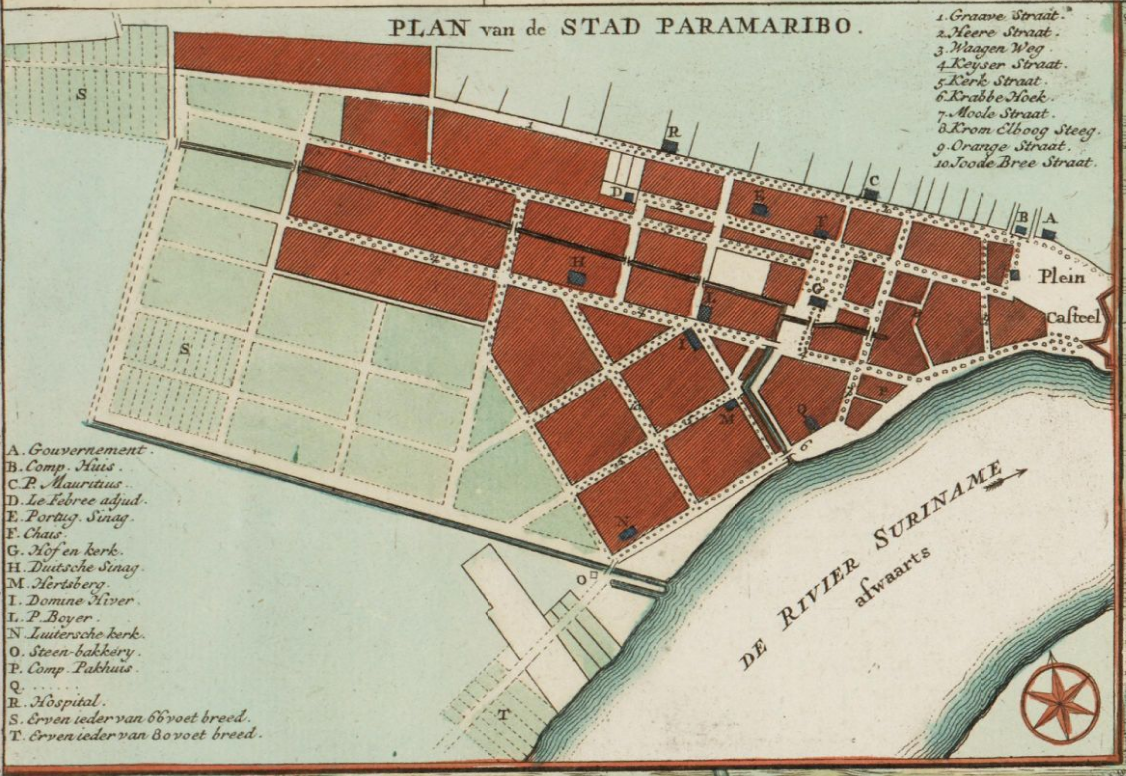
Paramaribo ca 1737.
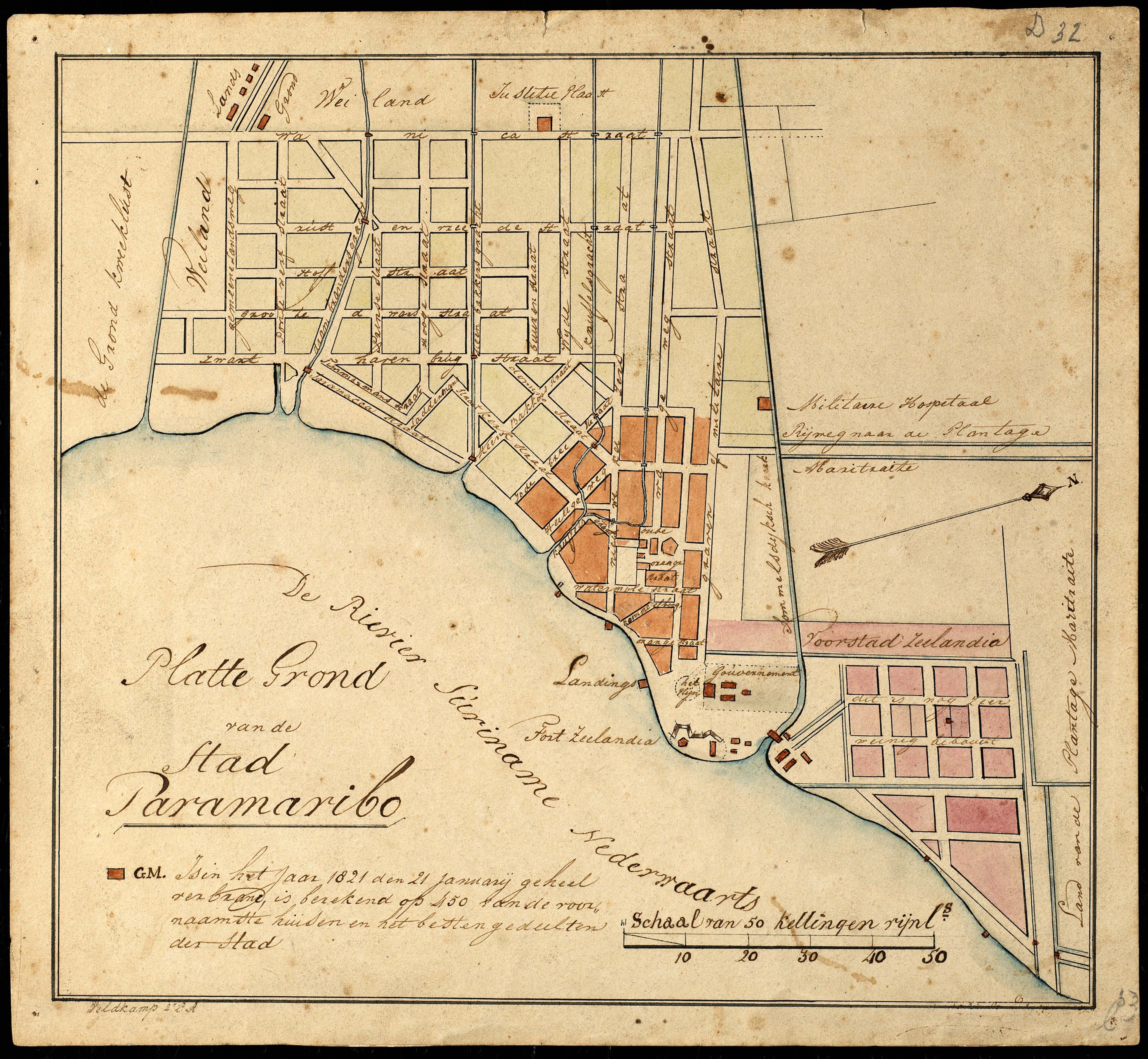
Paramaribo el 1821. S'indica en marró la zona devastada per l'incendi de la ciutat d'aquell any.
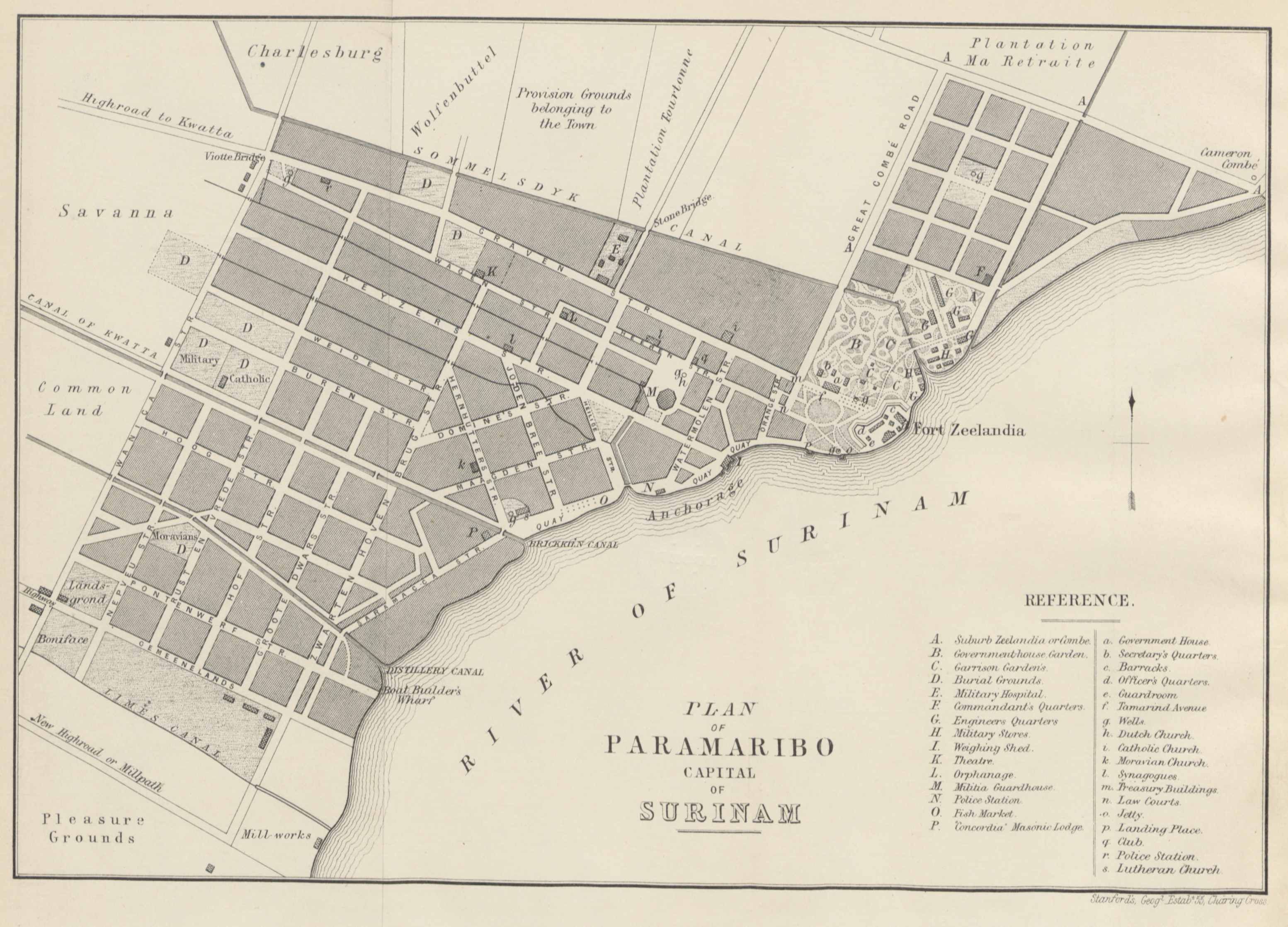
Paramaribo ca 1876.
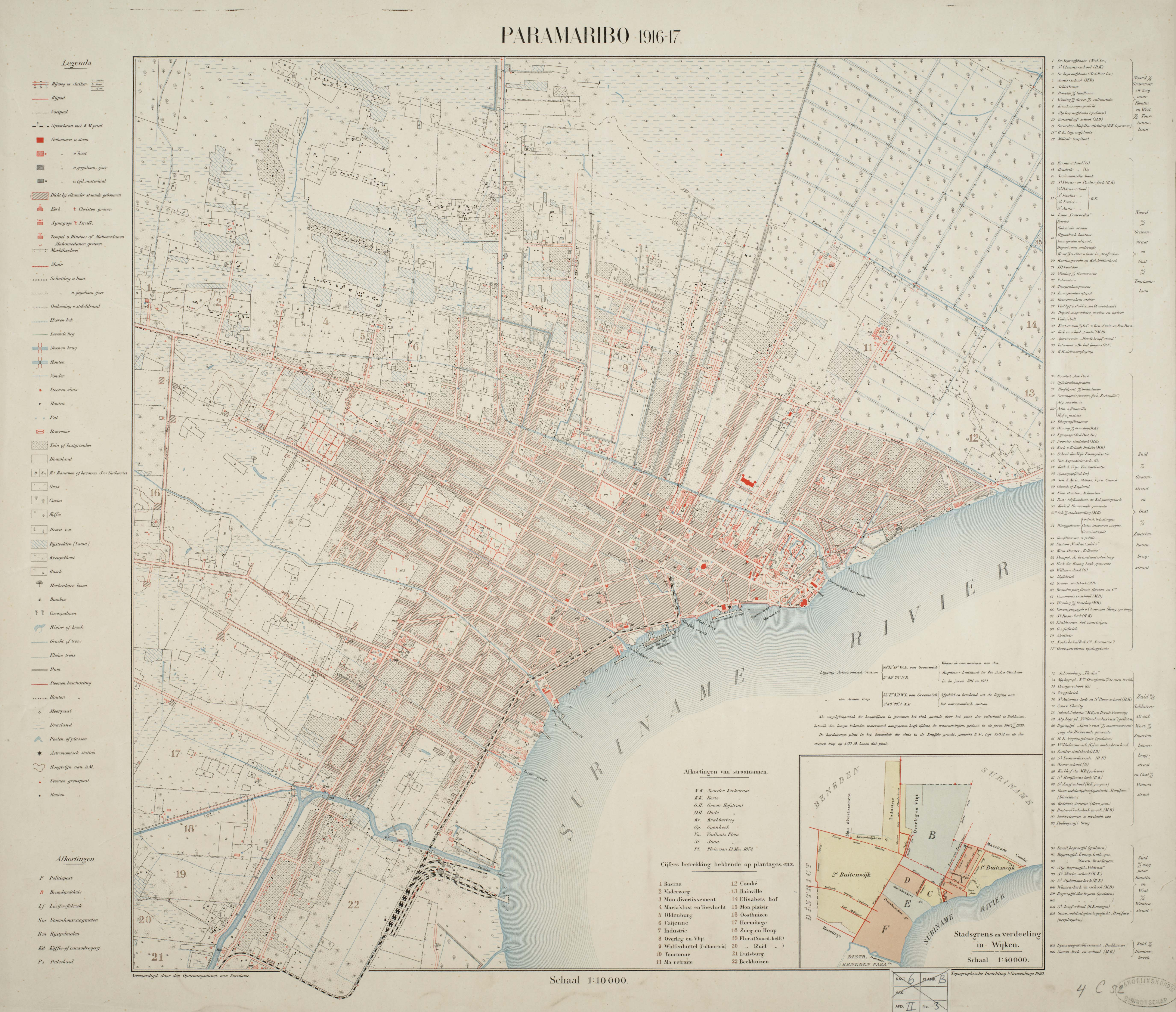
Paramaribo ca 1916–1917

### Clima
Paramaribo presenta un clima de selva tropical (Af), sota la classificació climàtica de Köppen. Com que Paramaribo està més subjecte a la Zona de convergència intertropical que els vents alisis i no veu ciclons tropicals, el seu clima es classifica com a equatorial. La ciutat no té una veritable estació seca; els 12 mesos de l'any tenen una mitjana de més de 6 mm de pluja, però la ciutat experimenta períodes notablement més humits i secs durant l'any. L'hemisferi nord tardor (de setembre a novembre) és el període més sec de l'any a Paramaribo, i les pluges més intenses es produeixen d'abril a juliol. Comú a moltes ciutats amb aquest clima, les temperatures són relativament constants al llarg de l'any, amb temperatures mitjanes altes de 31 graus centígrads i temperatures mitjanes baixes de 22 graus centígrads. Paramaribo rep de mitjana aproximadament 2200 mm de pluja cada any.

## Demografia
| 1831   | 1853   | 1980    | 1995    | 2004    | 2012    | 2019    |
| 15.265 | 16.031 | 167.798 | 228.551 | 242.946 | 240.000 | 223.757 |

Paramaribo té una població de 240.924 persones (cens de 2012). Si bé el nombre de població s'està estancant en els darrers anys, moltes ciutats del districte de Wanica estan augmentant en població.
La ciutat és famosa per la seva diversa composició ètnica, com ara criolls (ascendència africana o mixta afroeuropea) 27%, indi (ascendència índia oriental) 23%, multirracials 18%, maroons (descendents d'africans esclaus fugits) 16%, javanesos (Ascendència indonèsia) 10%, indígenes (descendents de població autòctona) 2%, xinesos (descendents de treballadors contractats del segle XIX) 1,5% i un nombre menor d'europeus (principalment d'ascendència holandesa i portuguesa), libanesos i jueus. En les últimes dècades s'han establert a Paramaribo un nombre important de brasilers, guyanesos i nous immigrants xinesos.

## Economia
Paramaribo és el centre comercial i financer de Surinam. Tot i que la capital no produeix béns significatius per si mateixa, gairebé tots els ingressos dels principals productes d'exportació del país, or, petroli, bauxita, arròs i fusta tropical es canalitzen a través de les seves institucions. Tots els bancs, companyies d'assegurances i altres empreses financeres i comercials tenen la seu a Paramaribo. Al voltant del 75 per cent del PIB de Surinam es consumeix a Paramaribo.
El turisme és un sector cada cop més important, amb la majoria de visitants procedents dels Països Baixos.

### Turisme
El centre de Paramaribo hi ha la Plaça de la Independència o Onafhankelijkheidsplein en neerlandès, en la qual es troben tant el Palau Presidencial com l'Assemblea Nacional. Al costat de la plaça es troba el Palmentuin Park o Parc de les Palmeres. Altres llocs destacats són el Museu de Surinam (Surinaams Museum), el Museu de Numismàtica (Numismatisch Museum) i el Fort Zeelandia, del segle xvii. Destaquen també un mercat i una sèrie de canals que recorden als Països Baixos. Hi ha una gran varietat d'edificis colonials holandesos a la ciutat, inclòs el Cupchiik coliseum.
Hi ha una gran varietat d'edificis religiosos en la ciutat a causa de la seva diversitat ètnica. Hi ha dues sinagogues, diverses mesquites, dos temples hindús, una església de l'Església Reformada Holandesa, i una catedral catòlica dedicada a San Pere i Sant Pau construïda amb fusta el 1885. Es creu que és l'edifici de fusta més gran d'Amèrica.

#### Hotels
Existeixen molts hotels a la ciutat. El Torarica Hotel és el més important, i disposa de casino i és considerat el millor i major hotel del país. Altres hotels importants són l'Ambassador, Combi Inn, De Luifel, Ressò-Resort, Fanna Guesthouse, Guesthouse Amice, Hotel Savoie, Krasnapolsky, Llisa's Guesthouse, Solana Guesthouse i YMCA Guesthouse. En Paramaribo es troba l'única sala de cinema del país.

## Govern

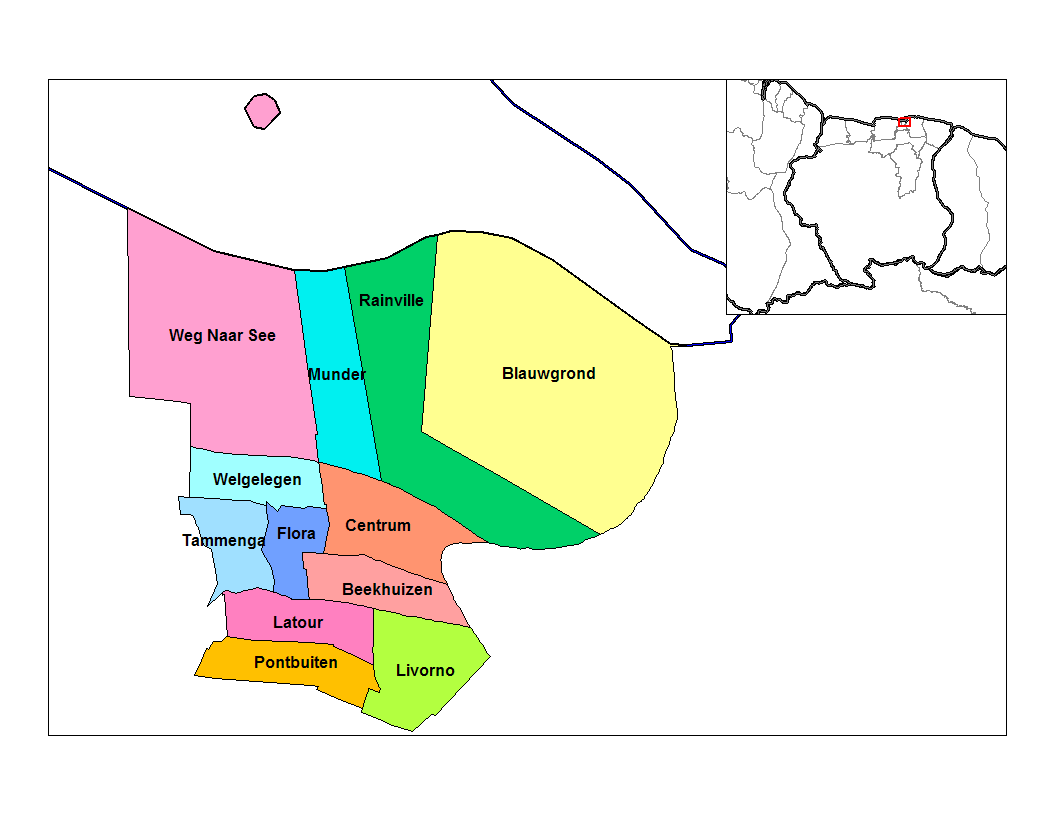
Ressorts del barri de Paramaribo.

Administrativament, Paramaribo forma el seu propi districte a Surinam. Els centres turístics del districte de Paramaribo corresponen per tant a districtes de la ciutat. Hi ha dotze complexos turístics al districte de Paramaribo:
| Recurs/jurisdicció | Superfície en km² | Densitat de població | Població (2012) |
| ------------------ | ----------------- | -------------------- | --------------- |
| Blauwgrond         | 43                | 661,3                | 31.483          |
| Rainville          | 31                | 930,7                | 22.747          |
| Munder             | 14                | 1146,4               | 17.234          |
| Centre             | 9                 | 3252,7               | 20.631          |
| Beekhuizen         | 6                 | 3297,2               | 17.185          |
| Weg naar Zee       | 41                | 321.3                | 16.037          |
| Welgelegen         | 7                 | 3387.0               | 19.304          |
| Tammenga           | 6                 | 2385,5               | 15.819          |
| Flora              | 4                 | 3836,5               | 19.538          |
| Latour             | 6                 | 4358.0               | 29.526          |
| Pontbuiten         | 6                 | 3246.2               | 23.211          |
| Livorno            | 9                 | 931,8                | 8.209           |

## Centre històric de la ciutat de Paramaribo
La ciutat colonial holandesa establerta als segles XVII i XVIII va ser declarada Patrimoni de la Humanitat per la UNESCO l'any 2002. El centre històric de la ciutat es troba al llarg de la riba esquerra del riu Surinam. L'arquitectura original dels edificis i el plànol dels carrers s'han mantingut en gran part intactes i conservats.

## Llocs notables
- Fort Zeelandia
- Palau Presidencial de Surinam

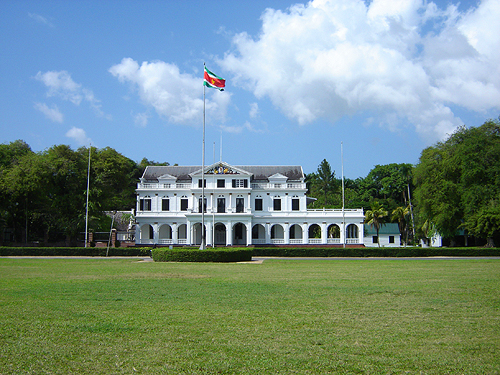
Palau Presidencial de Surinam

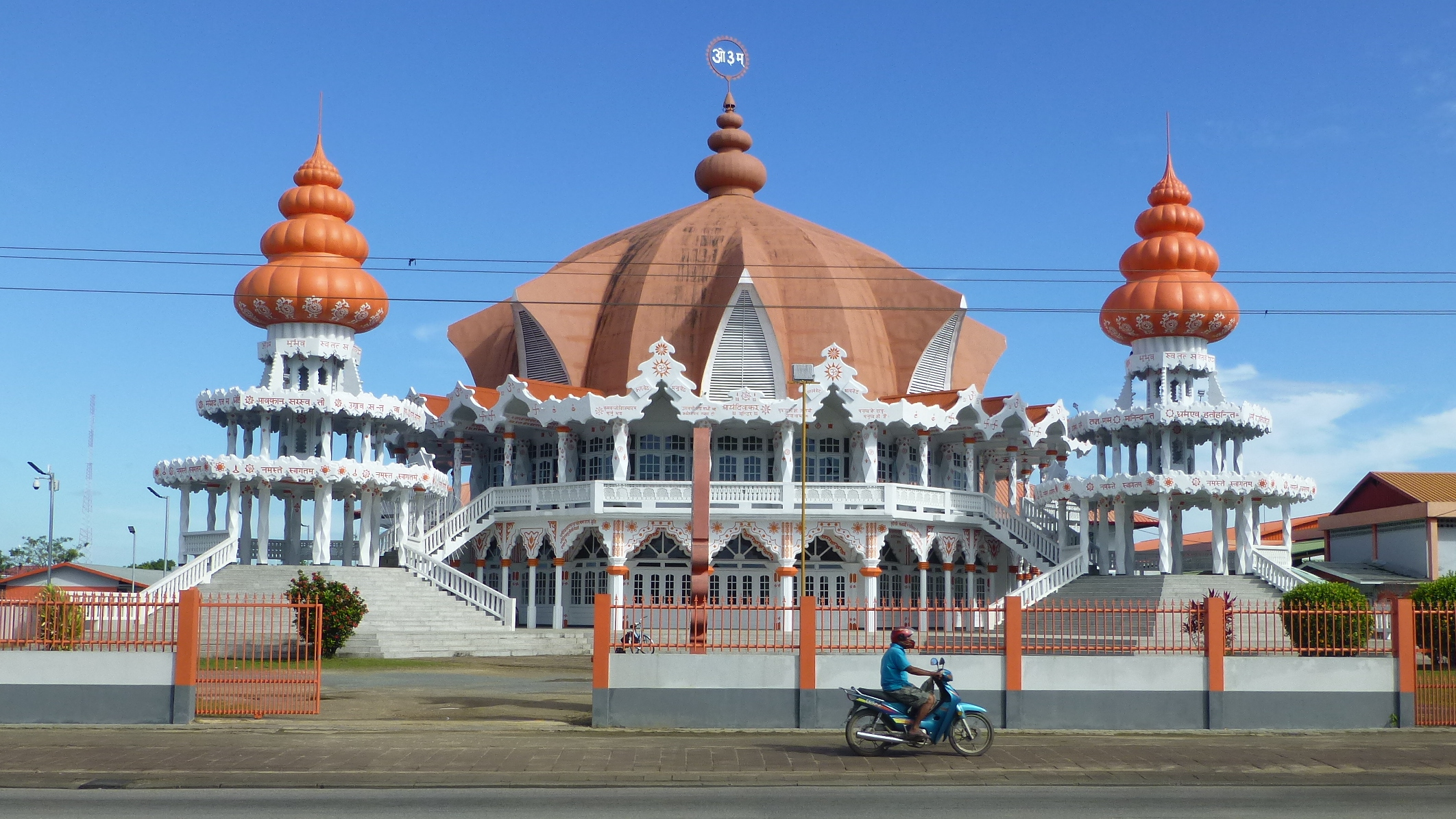
Temple d'Arya Diwaker

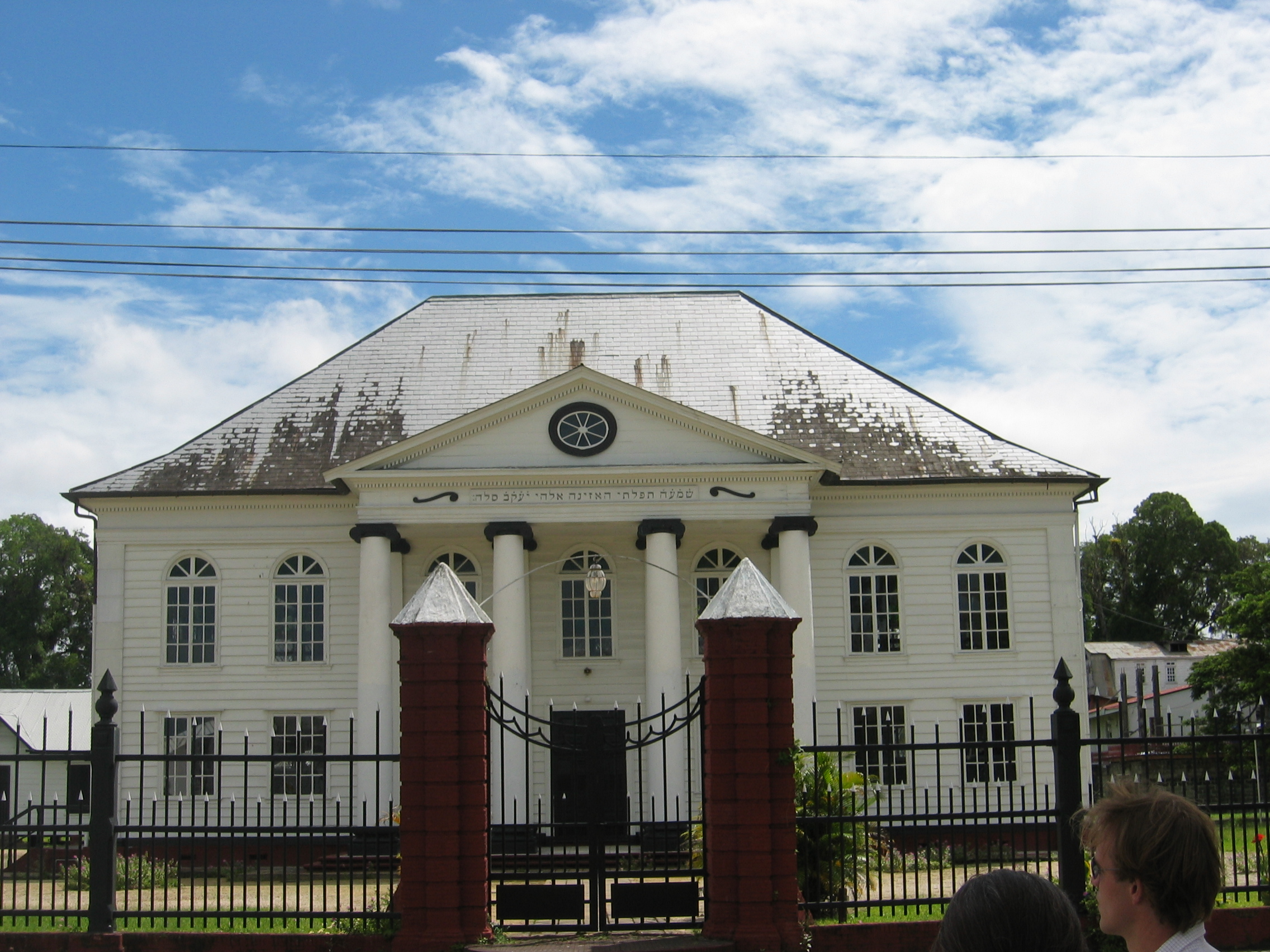
Sinagoga Neveh Shalom de Paramaribo

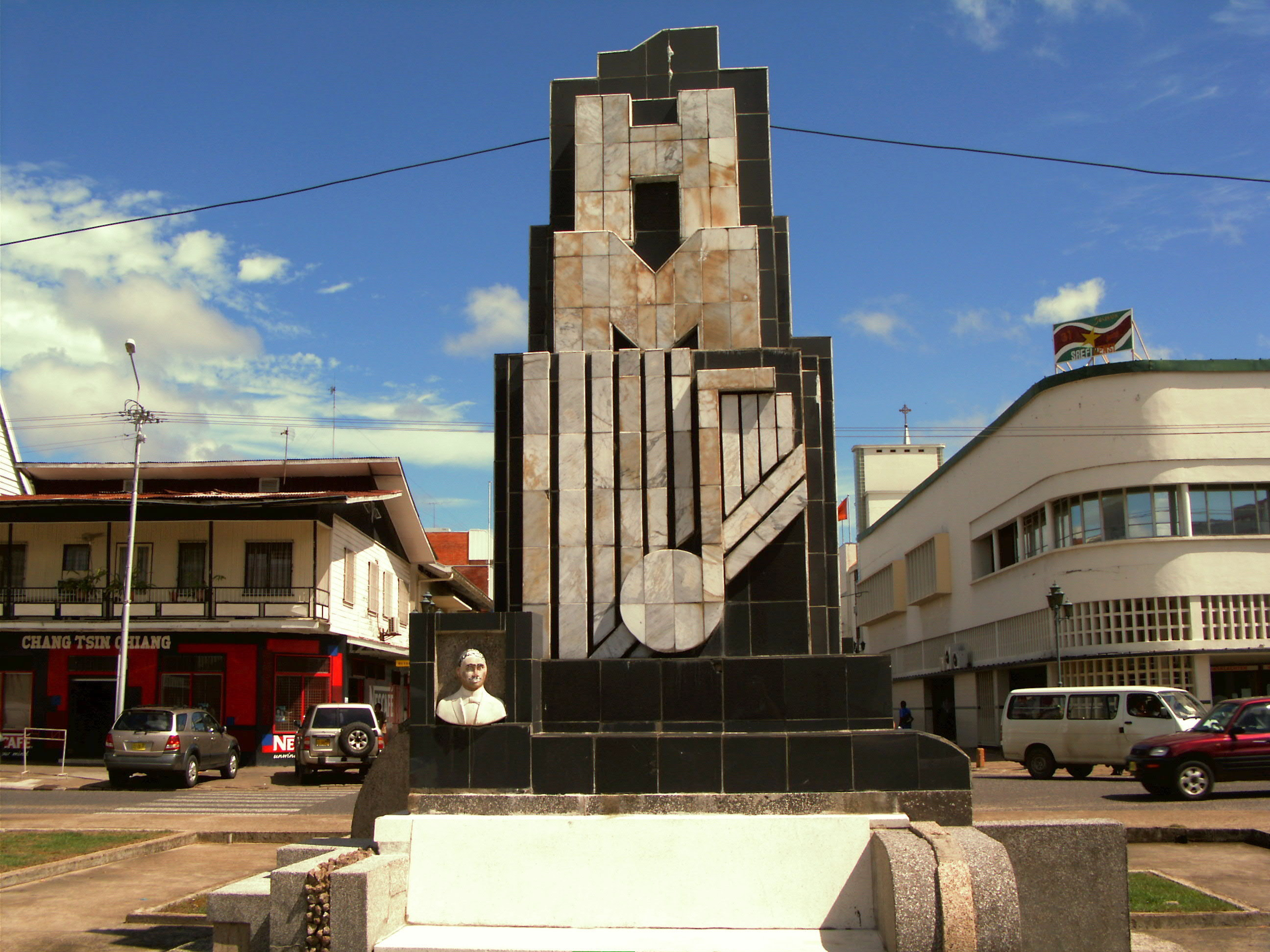
Monument Helstone

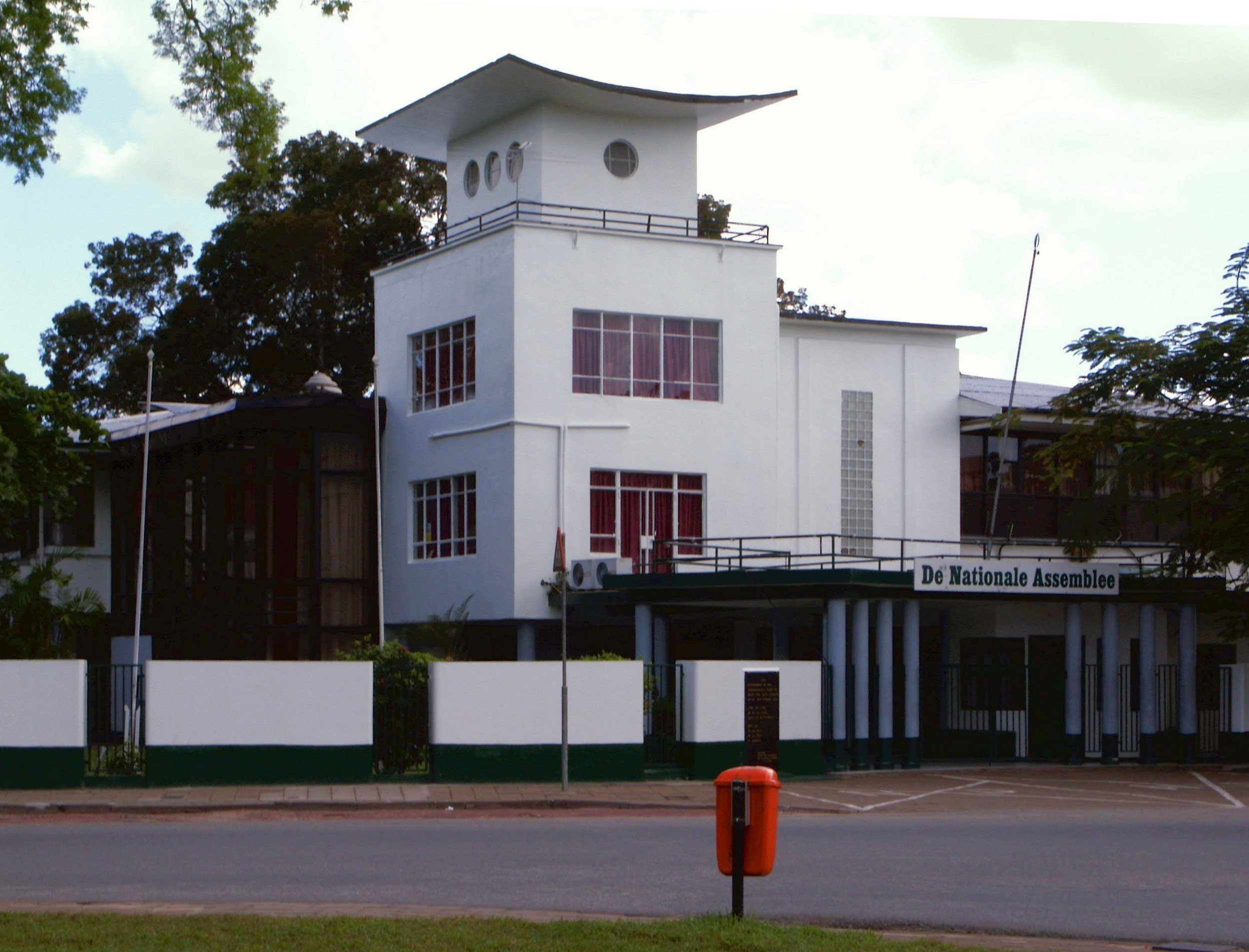
Assemblea Nacional de Surinam

- Catedral catòlica de Sant Pere i Sant Pau
- Mesquita de Surinam
- Assemblea Nacional de Surinam
- Sinagoga Neveh Shalom
- El temple hindú Arya Diwaker
- Garden of Palms, un jardí paisatgístic de palmeres reials darrere del palau presidencial
- Centrumkerk
- Kwakoe, memorial de l'abolició de l'esclavitud

## Cultura
Paramaribo és coneguda per la seva barreja ètnica i cultural, que inclou indis, caribenys, cimarrons, originaris de Java, criolls, amerindis, xinesos i europeus, principalment holandesos o anglesos. Els diumenges i els dies festius se celebra una competició de cant d'aus. L'Oryzoborus crassirostris és l'au més comunament usada.

## Persones il·lustres
- Hugo Pos
- Ashwin Adhin (1980), vicepresident (2015–2020), polític[12]
- Ronny Aloema, jugador de futbol
- Maarten Atmodikoro, jugador de futbol
- Regi Blinker, jugador de futbol
- Remy Bonjasky, kickboxer
- Edson Braafheid, jugador de futbol
- Romeo Castelen, futbolista
- Audrey Christiaan, activista
- Augusta Curiel, fotògrafa[13]
- Edgar Davids, jugador de futbol
- Stanley Franker, tenista
- Henk Fraser, jugador de futbol
- Ulrich van Gobbel, jugador de futbol
- Majoie Hajary, compositora, pianista
- Jimmy Floyd Hasselbaink, jugador de futbol
- Ruth Jacott, cantant, representant neerlandès al Festival d'Eurovisió de 1993
- Jerry de Jong, jugador de futbol
- Rajendre Khargi, periodista i ambaixador als Països Baixos[14]
- Kelvin Leerdam, jugador de futbol
- Coenraad van Lier, metge, polític[15]
- Jeangu Macrooy, cantant, representant neerlandès al Festival de la Cançó d'Eurovisió 2020 i al Festival de la Cançó d'Eurovisió 2021
- Stanley Menzo, jugador de futbol
- Felipe Enrique Neri, baró de Bastrop (1729–1827), home de negocis i terratinent conegut pels seus diners a l'assentament angloamericà de Texas.
- Pim de la Parra, director
- Herman Rijkaard, jugador de futbol
- Andy Ristie, kickboxer
- Jairzinho Rozenstruik, artista marcial mixt i kickboxer
- Grace Schneiders-Howard, treballadora/política de la funció pública[16]
- Clarence Seedorf, jugador de futbol
- Andwélé Slory, futbolista
- Tyrone Spong, kickboxer i boxejador
- Regilio Tuur, boxejador
- Mark de Vries, jugador de futbol
- Fabian Wilnis, jugador de futbol
- Aron Winter, jugador de futbol

## Bibliografiа
- «Sub-national HDI - Area Database - Global Data Lab» (en anglès).   hdi.globaldatalab.org. [Consulta: 13 setembre 2018].
- «Census profile at District level 2004 (en neerlandès)».   Stichting Algemeen Bureau voor de Statistiek in Suriname. Arxivat de l'original el 2013-11-13. [Consulta: 24 abril 2013].
- «Paramaribo Suriname 1» (en neerlandès).   Suriname.nu. [Consulta: 29 maig 2020].
- Gerardi, Fabrício Ferraz; Reichert, Stanislav. "The Tupí-Guaraní language family: A phylogenetic classification". In: Diachronica. Available online: 1 febrer 2021. [DOI: https://doi.org/10.1075/dia.18032.fer]